# Макгилл, Энтони
Э́нтони Макгилл (англ. Anthony McGill, род. 5 февраля 1991) — шотландский профессиональный игрок в снукер, который начал выступать в мэйн-туре в сезоне 2010/11.
В сезоне 2009/10 Макгилл играл в серии турниров PIOS, где, благодаря победе на одном из восьми турниров, занял 4-е место в итоговом рейтинге. Это позволило ему на следующий сезон перейти в мэйн-тур и получить статус профессионала.
В 2006 году Макгилл был финалистом юниорского турнира Pot Black. В 2011 вышел в финал Scottish Professional, но затем проиграл Джону Хиггинсу. Благодаря неплохим результатам на рейтинговых турнирах, по итогам своего дебютного сезона в мэйн-туре Макгилл занял 59 место в рейтинге.
В сезоне 2014/15 вошёл в число 32 участников Чемпионата мира, выиграв в 1/16 у Стивена Магуайра 10:9, а затем и преподнес главную, на данный момент, сенсацию турнира, обыграв действующего чемпиона Марка Селби со счётом 13:9.

## Финалы турниров

### Финалы Рейтинговых турниров: 3 (2 победы, 1 поражение)
| Результат | №  | Год  | Турнир            | Соперник по финалу | Счёт |
| --------- | -- | ---- | ----------------- | ------------------ | ---- |
| Чемпион   | 1. | 2016 | Чемпионат Индии   | Кайрен Уилсон      | 5–2  |
| Чемпион   | 2. | 2017 | Snooker Shoot-Out | Сяо Годун          | 1–0  |
| Финалист  | 1. | 2017 | Чемпионат Индии   | Джон Хиггинс       | 1–5  |

### Финалы низкорейтинговых турниров: 1 (0 побед, 1 поражение)
| Результат | №  | Год  | Турнир        | Соперник по финалу | Счёт |
| --------- | -- | ---- | ------------- | ------------------ | ---- |
| Финалист  | 1. | 2012 | Scottish Open | Дин Цзюньхуэй      | 2–4  |

### Финалы НЕ рейтинговых турниров: 1 (0 побед, 1 поражение)
| Результат | №  | Год  | Турнир              | Соперник по финалу | Счёт |
| --------- | -- | ---- | ------------------- | ------------------ | ---- |
| Финалист  | 1. | 2011 | Чемпионат Шотландии | Джон Хиггинс       | 1–6  |

### Финалы любительских турниров: 3 (0 побед, 3 поражения)
| Результат | №  | Год  | Турнир                         | Соперник по финалу | Счёт |
| --------- | -- | ---- | ------------------------------ | ------------------ | ---- |
| Финалист  | 1. | 2006 | Pot Black среди юниоров        | Стюарт Каррингтон  | 0–1  |
| Финалист  | 2. | 2008 | Чемпионат Европы среди юниоров | Стивен Крейги      | 2–6  |
| Финалист  | 3. | 2010 | Чемпионат Европы среди юниоров | Джек Джонс         | 4–6  |